# 哈里·赫布纳

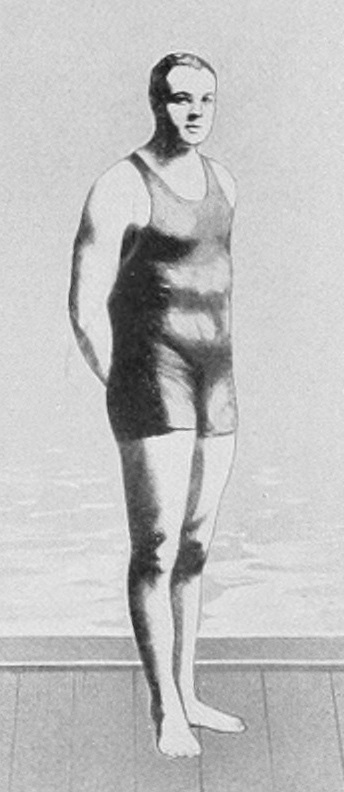
哈里·赫布纳在1912年夏季奥运会上

哈里·赫布纳（英語：Harry Hebner，1891年6月15日—1968年10月12日），美国男子游泳、水球运动员。他曾代表美国参加1908年、1912年和1920年夏季奥林匹克运动会，获得一枚金牌、一枚银牌和一枚铜牌。